# Lauris Edmond
Lauris Edmond (ur. 2 kwietnia 1924, zm. 28 stycznia 2000) – nowozelandzka pisarka, poetka.

## Twórczość
- In Middle Air (1975)
- The Pear Tree: Poems (1977)
- Wellington Letter: A Sequence of Poems (1980)
- Seven: Poems (1980)
- Salt from the North (1980)
- Catching It: Poems (1983)
- Selected Poems (1984)
- High Country Weather (1984)
- Seasons and Creatures (1986)
- Summer near the Arctic Circle (1988)
- Hot October (1989)
- Bonfires in the Rain (1991)

## Książki o Lauris Edmond
- Buck, Claire (ed.): Bloomsbury Guide to Women's Literature (1992).
- Ken Arvidson, ‘Lauris Edmond (1924–2000)’, New Zealand Books [a periodical Lauris Edmond co‑founded in 1990], vol. 10, No. 1 (March 2000), p. 23.
- James Brown, ed., The Nature of Things: Poems from the New Zealand Landscape... photographs by Craig Potton (Nelson, New Zealand, Craig Potton Pub., 2005) [includes contributions by Lauris Edmond].
- Kate Camp, ed., Wellington: The City in Literature (Auckland, New Zealand, Exisle Pub., 2003).
- Jill Ker Conway, ed. & intro., In her own Words: Women’s Memoirs from Australia, New Zealand, Canada, and the United States (New York, Vintage Books, 1999)
- Louise Lawrence, ed. & intro., The Penguin Book of New Zealand Letters (Auckland, New Zealand, Penguin Books, 2003)
- Michael O’Leary and Mark Pirie, eds., Greatest Hits (Wellington, New Zealand, JAAM Publishing Collective, in association with HeadworX/ESAW, 2004)
- Nelson Wattie, ‘New Literatures’, Year’s Work in English Studies (Oxford, England), vol. 83, No. 1 (2004), pp. 922–1025